# Gustav von Schönberg

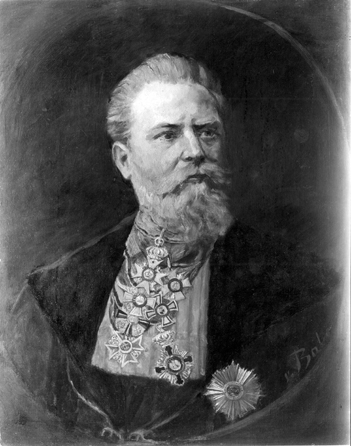
Bildnis des Gustav von Schönberg, Sammlung Tübinger Professorengalerie

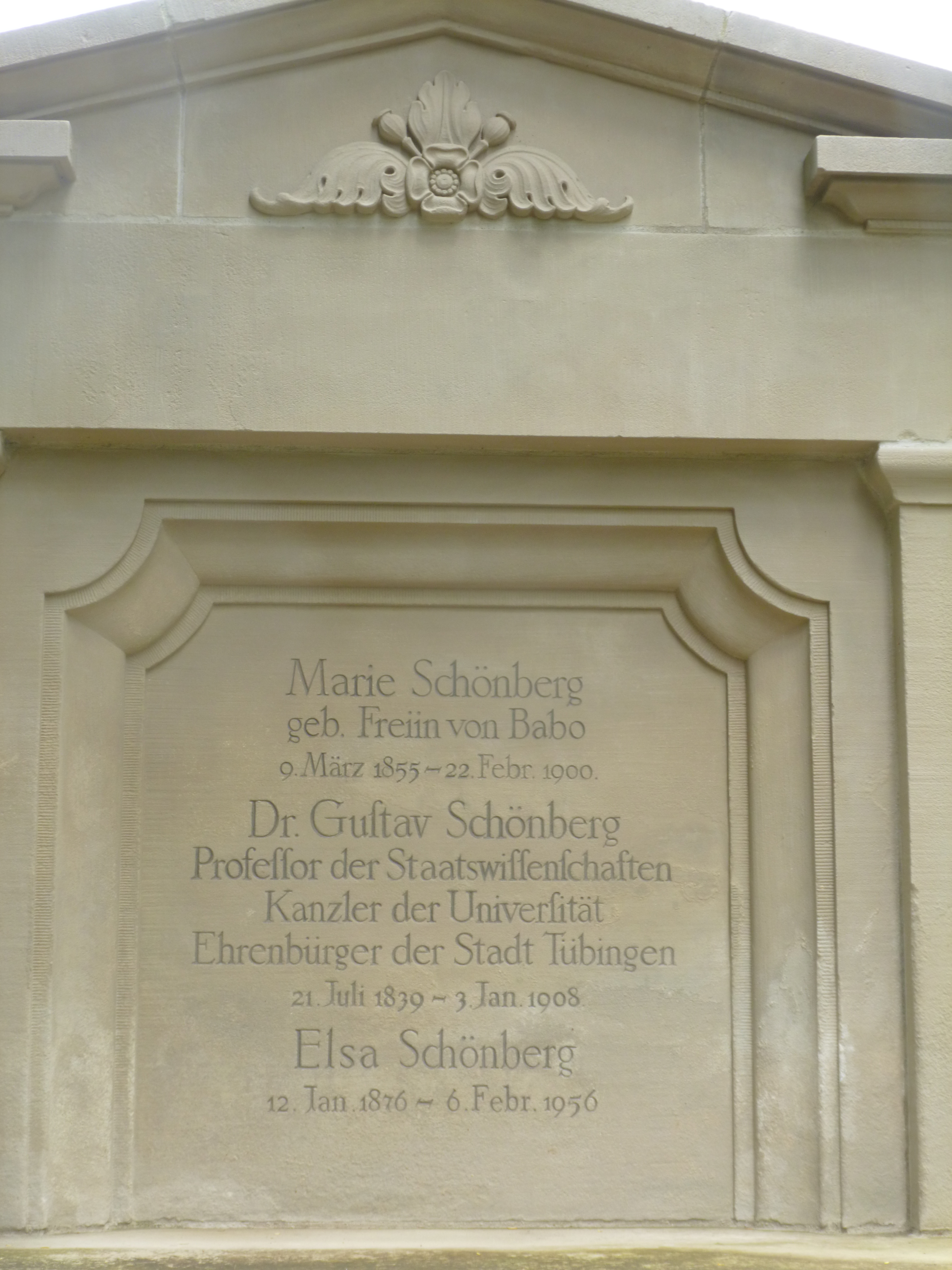
Stadtfriedhof Tübingen

Gustav Friedrich Schönberg, ab 1877 von Schönberg, (* 21. Juli 1839 in Stettin; † 3. Januar 1908 in Tübingen) war ein deutscher Nationalökonom.

## Leben
Schönberg studierte an den Universitäten Bonn und Berlin Jura und Politik. Nach erfolgreichem Abschluss dieses Studiums wurde er 1860 in den Staatsdienst übernommen und avancierte bereits fünf Jahre später zum Gerichtsassessor. Schönberg war mit Ferdinand Lassalle, dem Mitbegründer der sozialdemokratischen Bewegung in Deutschland, befreundet.
Anschließend wirkte Schönberg bis 1867 am Seminar des preußischen Statistischen Büreaus. In dieser Funktion nahm er 1867 einen Ruf als Dozent für Nationalökonomie an das Preußische Landwirtschaftliche Institut in Proskau, wo er u. a. maßgeblich an der Gründung von mehreren landwirtschaftlichen Genossenschaften in Schlesien beteiligt war.
Im Herbst 1868 nahm Schönberg einen Ruf als ordentlicher Professor der Nationalökonomie an die Universität Basel an und wechselte 1870 im gleichen Fach an die Albert-Ludwigs-Universität Freiburg. Drei Jahre später holte man ihn an die Universität Tübingen. Dort wirkte Schönberg nicht nur als ordentlicher Professor für Staatswissenschaft, sondern 1885 bis 1886 als Rektor und seit 1900 als Nachfolger von Carl Heinrich Weizsäcker für einige Jahre auch als Kanzler, womit bis 1906 ein Mandat in der württembergischen Kammer der Abgeordneten verbunden war. Von 1887 bis 1891 war er Herausgeber der Tübinger Zeitschrift für die gesamte Staatswissenschaft; eine Aufgabe, die Schönberg zusammen mit Albert Schäffle und  Carl Fricker wahrnahm. Nach dem frühen Tod des Tübinger Oberbürgermeisters Julius Gös war Gustav von Schönberg vom 19. Oktober 1897 bis 31. Dezember 1897 Träger des Stadtschultheißenamts bis zum Amtsantritt von Hermann Haußer.
Der Verein für Socialpolitik fand in Schönberg einen engagierten Mitarbeiter, welcher sich für die Belange der Benachteiligten und die Lösung der Arbeiterfrage vehement einsetzte.

## Ehrungen
- 1866 Königlich preußisches Feldverdienstkreuz
- 1873 Ehrendoktorwürde (Dr. rer. pol. h. c.) der Universität Tübingen
- 1877 Ehrenritterkreuz des Ordens der Württembergischen Krone
- 1881 Königlich preußische Kriegsgedenkmünze
- 1881 Kommandeurkreuz II. Klasse später Ritterkreuz I. Klasse mit Eichenlaub des Großherzoglich badischen Zähringer Löwen-Ordens
- 1885 Ehrenkomtur des Fürstlichen Hausordens von Hohenzollern
- 1886 Kommenturkreuz II. Klasse des Friedrichs-Ordens
- 1886 Kommandeur des Sterns von Rumänien
- 1887 Preußischer Kronenorden II. Klasse
- 1889 Großoffizier des Ordens Krone von Rumänien
- 1903 Verleihung des Titels und Rangs eines württembergischen Staatsrats
- 1907 Ernennung zum Ehrenbürger der Stadt Tübingen

## Werke (Auswahl)
- Arbeitsämter. Eine Aufgabe des Deutschen Reichs, Berlin 1871.[3]
- Basels Bevölkerungszahl im 15. Jahrhundert, Jena 1883.
- Die deutsche Freihandelsschule und die Partei der Eisenacher Versammlung vom Oktober 1872, Tübingen 1873.
- Finanzverhältnisse der Stadt Basel im XIV. und XV. Jahrhundert, Tübingen 1879.
- Die Frauenfrage, Basel 1872.
- Handbuch der Politischen Ökonomie, Tübingen 1885–86. (3 Bde., zusammen mit Benecke, Conrad u. a.)
- Zur Handwerkerfrage, Heidelberg 1876.
- Die Landwirtschaft der Gegenwart und das Genossenschaftsprinzip, Berlin 1869.
- Die sittlich religiöse Bedeutung der sozialen Frage, 2. Auflage, Stuttgart 1876.
- Die Sozialpolitik des Deutschen Reichs, Tübingen 1886.
- Die Volkswirtschaft der Gegenwart im Leben und in der Wissenschaft, Basel 1869.
- Die Volkswirtschaftslehre, Berlin 1873.
- Zur wirtschaftlichen Bedeutung des Zunftwesens im Mittelalter, Berlin 1868.